# Lorenz Hübner
Lorenz Hübner (Donauwörth, 2 agosto 1751 – Monaco di Baviera, 9 febbraio 1807) è stato un presbitero, scrittore e pubblicista tedesco.

## Biografia
Dopo aver frequentato il Ginnasio dei Gesuiti di Amberg, nel 1768 entrò nella Compagnia di Gesù e rimase con tale ordine sino alla sua abrogazione nel 1773, proseguendo i suoi studi e laureandosi in filosofia nel 1773 presso l'Università di Ingolstadt. Dal 1772 al 1773 studiò inoltre teologia e giurisprudenza sempre presso il medesimo ateneo. Dopo aver completato tutti i propri studi, Hübner nel 1774 venne infine ordinato sacerdote dal principe vescovo Joseph Ludwig von Welden nella cattedrale di Frisinga.
Dal 1775 Hübner trovò impiego come insegnante di lingua francese ed italiana e poi come professore di filosofia morale presso la scuola elettorale di Burghausen dal 1776. Nel 1779 assunse la direzione del Münchner Zeitung, il giornale ufficiale di Monaco di Baviera. Sotto la pressione delle leggi sulla censura emanate dal principe elettore Carlo Teodoro, nel 1784 lasciò Monaco alla volta di Salisburgo dove si rivolse alla corte dell'illuminato principe-arcivescovo Hieronymus von Colloredo dal quale ottenne l'incarico della direzione del Oberdeutschen Staatszeitung dal 1785 al 1799, periodo durante il quale tramite le pagine del giornale cercò di diffondere l'ideale illuminista anche all'interno dell'arcidiocesi.
Dopo la morte del principe elettore Carlo Teodoro, Huebner fece ritorno nel 1799 nuovamente a Monaco di Baviera dove, su iniziativa del conte Anton Clemens di Toerring-Seefeld (1725-1812), divenne dapprima membro associato e dal 1801 membro a pieno titolo dell'Accademia Bavarese delle Scienze.
Morì nel 1807 all'età di 55 anni.